# Scolitantides dageletensis
Scolitantides dageletensis är en fjärilsart som beskrevs av Seok 1938. Scolitantides dageletensis ingår i släktet Scolitantides och familjen juvelvingar. Inga underarter finns listade.